# 世界文学全集
世界文学全集（せかいぶんがくぜんしゅう）とは、世界の文学の名著をまとめた出版形態である。全集とは本来、「すべての書物」をさす言葉だが、そのような意味での世界文学全集を作成販売するのは不可能であり、主要作品をまとめたもののみで全集と称することが多い。

## ブーム
全盛期の累計発行部数は2000万部から3000万部ほどであった。

## 世界文学全集の起源（大正時代）
以下は矢口の調査による。複数の世界文学をまとめて販売する作品集のはじまりは、新潮社の「近代名著文庫」8編9冊（1913年）とされる。その内容は以下。
| 作者               | 訳者       | 題                       |
| ------------------ | ---------- | ------------------------ |
| ダンヌンツィオ     | 生田長江   | 「死の勝利」             |
| ドオデエ           | 武林無想庵 | 「サフォ」               |
| ワイルド           | 本間久雄   | 「遊蕩児」               |
| ツルゲーネフ       | 大貫晶川   | 「煙（スモオク）」       |
| アルチバアセフ     | 中嶋清     | 「サアニン」             |
| ドフトエーフスキイ | 昇曙夢     | 「虐げられし人々」上・下 |
| ロチ               | 後藤末雄   | 「郷愁（守備兵の話）」   |
| ハムズン           | 杉井豊     | 「世紀病」               |

他に大正～昭和初期に企画された作品集は下記がある。
| 出版社                   | 作品集名           | 巻数 | 出版時期  | 内容                                             |
| ------------------------ | ------------------ | ---- | --------- | ------------------------------------------------ |
| 国民文庫刊行会           | 泰西名著文庫       | 20   | 1914      | 「レ・ミゼラブル」を「哀史」として馬場胡蝶訳     |
| 国民文庫刊行会           | 泰西近代名著文庫   | 24   | 1916      | 「ジャン・クリストフ」を後藤末雄訳               |
| 博文館                   | 近代西洋文芸叢書   | 12   | 1916      |                                                  |
| 新潮社                   | 世界文芸全集       | 32   | 1920-1926 | 「赤と黒」「ボヴリィ夫人」「アンナ・カレーニナ」 |
| 国民文庫刊行会           | 世界名作大観       | 50   | 1925-1928 | 「ドン・キホーテ」「ガリヴァの旅」「テス」       |
| 世界文豪代表作全集刊行会 | 世界文豪代表作全集 | 18   | 1926-1928 | シェイクスピア、「ファウスト」「罪と罰」         |

## 昭和以後のおもな世界文学全集
日外アソシエーツの調査によれば、世界文学全集に相当するものは、個人全集、国や地域別全集、少年少女向け全集を除いても、日本で100以上出版されてきた。本項ではそのすべてを紹介する事は不可能なので、主に矢口の著作「世界文学全集」に紹介されたものを中心にあげる。

### 新潮社
日本における「世界文学全集」の名は、1927年開始の新潮社の全集に始まる。
| 全集名           | 巻数 | 判型 | 出版時期  | 備考                         |
| ---------------- | ---- | ---- | --------- | ---------------------------- |
| 世界文学全集     | 57   | A5弱 | 1927-1932 | １冊１円の「円本」と呼ばれた |
| 現代世界文学全集 | 46   | A5弱 | 1952-1958 |                              |
| 新版世界文学全集 | 33   | A5弱 | 1957-1960 |                              |
| 世界文学全集     | 50   | B6   | 1960-1964 |                              |
| 新潮世界文学     | 48   | A5弱 | 1968-1972 |                              |

### 改造社
「大衆文学全集」といいながら、「ロビンソン・クルーソー」「ガリヴァ旅行記」「ジェイン・エア」などを含む。ポーの短編も江戸川乱歩訳で紹介。
| 全集名           | 巻数 | 判型 | 出版時期  |
| ---------------- | ---- | ---- | --------- |
| 世界大衆文学全集 | 80巻 | A6強 | 1928-1931 |

### 河出書房
「新社」とあわせて、世界文学全集の発行数は日本最多。
| 全集名               | 巻数     | 判型 | 出版時期  | 備考                   |
| -------------------- | -------- | ---- | --------- | ---------------------- |
| 新世界文学全集       | 23       | B6強 | 1941-1943 | 大戦中の発行           |
| 世界文学全集19世紀篇 | 60       | B6強 | 1948-1955 |                        |
| 世界文学全集古典篇   | 27       | B6強 | 1951-1956 |                        |
| 世界文学全集決定版   | 80+別巻5 | A5強 | 1953-1959 | 19世紀篇と古典篇を統合 |

### 河出書房新社
1957年に河出書房は倒産し新社となった。
| 全集名                         | 巻数   | 判型 | 出版時期  | 備考                       |
| ------------------------------ | ------ | ---- | --------- | -------------------------- |
| 世界文学全集グリーン版         | 100    | B6弱 | 1959-1966 | 河出の世界文学全集の完成型 |
| 世界文学全集豪華版             | 50     | A5弱 | 1964-1968 |                            |
| 世界文学全集カラー版           | 50+別2 | A5強 | 1966-1969 |                            |
| 池澤夏樹=個人編集 世界文学全集 | 30     | A5弱 | 2007-2011 | 平成のヒット全集           |

### 三笠書房
1950年代には、ヘミングウェイ、フォークナー、バール・バック、ミッチェルなど、20世紀アメリカ文学の翻訳で最先端だった。
| 全集名                 | 巻数     | 判型 | 出版時期  |
| ---------------------- | -------- | ---- | --------- |
| 三笠版現代世界文学全集 | 27+別巻4 | A5弱 | 1953-1957 |

### 平凡社
世界を網羅する文学全集は多くないが、中国文学全集は他社の追随を許さない。ロシア文学全集もある。
| 全集名       | 巻数     | 判型             | 出版時期  |
| ------------ | -------- | ---------------- | --------- |
| 世界名作全集 | 70+別巻3 | A6強（文庫本大） | 1958-1962 |

### 筑摩書房
紀元前にさかのぼる古典重視が特徴。河出と共通の訳者が多い。
| 全集名               | 巻数           | 判型 | 出版時期  | 備考                     |
| -------------------- | -------------- | ---- | --------- | ------------------------ |
| 世界文学大系         | 100            | A5強 | 1958-1968 |                          |
| 世界名作全集         | 46巻中外国が38 | B6強 | 1960-1962 |                          |
| 筑摩世界古典文学全集 | 50             | A5強 | 1964-1974 |                          |
| 世界文学全集         | 69             | A5弱 | 1966-1970 |                          |
| 筑摩世界文学大系     | 89             | A5強 | 1971-1998 | ほとんど30年かけて完成。 |

### 集英社
1960年代以後に参入した、後発の全集出版社の代表格。
| 全集名                       | 巻数 | 判型 | 出版時期  |
| ---------------------------- | ---- | ---- | --------- |
| 世界短編文学全集             | 17   | A5弱 | 1962-1964 |
| ２０世紀の文学・世界文学全集 | 38   | A5弱 | 1965-1968 |
| デュエット版世界文学全集     | 66   | B6強 | 1968-1971 |
| 愛蔵版世界文学全集           | 45   | B5弱 | 1972-1976 |
| 世界の文学                   | 38   | A5弱 | 1976-1979 |
| 世界文学全集ベラージュ       | 88   | A5弱 | 1977-1981 |
| ギャラリー世界の文学         | 20   | A5強 | 1989-1991 |

### 中央公論社
若手の新訳者を抜擢し、「全巻新訳」と宣伝。結局新訳は過半くらい。
| 全集名         | 巻数 | 判型 | 出版時期  |
| -------------- | ---- | ---- | --------- |
| 世界の文学     | 54   | B6   | 1963-1967 |
| 新集世界の文学 | 46   | B6   | 1968-1973 |

### 講談社
少年少女向け全集に注力し、大人向けの全集参入は後発になった。
| 全集名       | 巻数      | 判型 | 出版時期  |
| ------------ | --------- | ---- | --------- |
| 世界文学全集 | 48        | A5弱 | 1967-1972 |
| 世界文学全集 | 103+別巻1 | A5強 | 1974-1991 |

### 学習研究社
本業の少年少女向けから大人向けに進出した。
| 全集名       | 巻数 | 判型 | 出版時期  |
| ------------ | ---- | ---- | --------- |
| 世界文学全集 | 50巻 | A5弱 | 1977-1979 |

## 「世界文学全集」によく採用された作品とその訳者
下記は「作家名から引ける世界文学全集案内 (I期)」を資料とした、収録された回数が多い作品である。短編は収録が容易なために、採用数が多い傾向がある。
世界文学全集の出版最盛期が1950-1970年代だった事を考慮すると、以下の作品は、その時代の価値観を反映しているかもしれない。

### 25以上収録されたもの
フョードル・ドストエフスキー「罪と罰」中村白葉（世界文豪）米川正夫（河出、平凡）小沼文彦（筑摩）
スタンダール「赤と黒」佐々木孝丸（新潮）桑原武夫・生島遼一（河出、筑摩）富永明夫（筑摩、中公）
ヨハン・ヴォルフガング・フォン・ゲーテ「若きウェルテルの悩み」秦豊吉（新潮）高橋義孝（学研）国松孝二（筑摩）手塚富雄（河出）
ウィリアム・シェイクスピア「ハムレット」高原延雄（世界文豪）三神勲（河出、筑摩、学研）福田恆存（中公、河出）
エドガー・アラン・ポー「モルグ街の殺人」谷崎精二（新潮）佐々木直次郎（河出）丸谷才一（中公、集英）
エドガー・アラン・ポー「黄金虫」谷崎精二（新潮）佐々木直次郎（河出、創元、新潮）松村達雄（河出、筑摩）
エドガー・アラン・ポー「黒猫」谷崎精二（新潮）松村達雄（筑摩、河出）小泉一郎（講談）
エドガー・アラン・ポー「盗まれた手紙」江戸川乱歩（改造）佐々木直次郎（河出、新潮）丸谷才一（中公、集英）
レフ・トルストイ「アンナ・カレーニナ」原久一郎（新潮、集英）中村白葉（河出）米川正夫（筑摩、平凡）
ギ・ド・モーパッサン「女の一生」広津和郎（新潮）杉捷夫（河出）新庄嘉章（新潮）
アントン・チェーホフ「桜の園」米川正夫（河出、集英）中村白葉（平凡）神西清（筑摩、平凡、河出、中公、新潮）
アントン・チェーホフ「可愛い女」秋庭俊彦（新潮）神西清（河出、筑摩、集英、中公、新潮）木村彰一（筑摩、講談）
エミリー・ブロンテ「嵐が丘」三宅幾三郎（河出）工藤昭雄（講談）永川玲二（集英）

### 20以上収録されたもの
エドガー・アラン・ポー「アッシャー家の崩壊」谷崎精二（新潮）松村達雄（河出、筑摩）小泉一郎（講談）
エドガー・アラン・ポー「ウィリアム・ウィルソン」谷崎精二（新潮）松村達雄（河出、筑摩）佐伯彰一（講談）
エドガー・アラン・ポー「赤死病の仮面」平林初之輔（博文館）松村達雄（河出、筑摩、集英）小川和夫（筑摩）
エドガー・アラン・ポー「大渦/メエルシュトレエムに呑まれて」谷崎精二（新潮）小川和夫（河出、平凡、筑摩、集英）松村達雄（河出、筑摩）
ライナー・マリア・リルケ「詩集」大山定一（新潮）神品芳夫（筑摩）高安国世（講談）
ライナー・マリア・リルケ「神さまの話」谷友幸（新潮、講談）手塚富雄（筑摩、中公）星野慎一（河出、集英）
ウィリアム・シェイクスピア「マクベス」横山有策（新潮）小津次郎（筑摩、集英）三神勲（河出）
ウィリアム・シェイクスピア「ロミオとジュリエット」横山有策（新潮）中野好夫（河出、筑摩、集英、講談）福田恆存（中公）
ヨハン・ヴォルフガング・フォン・ゲーテ「ファウスト」中島清（世界文豪）高橋健二（河出）大山定一（筑摩）
シャーロット・ブロンテ「ジェイン・エア」遠藤寿子（改造）阿部知二（河出）大久保康雄（新潮）
ギュスターヴ・フローベール「ボヴァリー夫人」中村星湖（新潮）伊吹武彦（河出、筑摩、集英）生島遼一（新潮、学研）
アントン・チェーホフ「犬を連れた奥さん」神西清（河出、筑摩、中公、新潮）和久利誓一（平凡）木村彰一（筑摩、講談）
アントン・チェーホフ「三人姉妹」米川正夫（河出、集英）神西清（筑摩、河出、中公、新潮）原卓也（集英）
アントン・チェーホフ「六号室」中村白葉（河出、新潮）木村彰一（筑摩、講談）米川正夫（平凡）
アントン・チェーホフ「ワーニャ伯父さん」神西清（河出、筑摩、平凡、中公、新潮）中村白葉（新潮）原卓也（中公、集英）
ヘルマン・ヘッセ「車輪の下」石中象治（平凡）高橋健二（河出、学研）登張正実（筑摩、講談）
ヘルマン・ヘッセ「郷愁/青春彷徨」芳賀檀（新潮）山下肇（筑摩）高橋健二（河出、学研）
アンドレ・ジッド「狭き門」山内義雄（新潮）新庄嘉章（平凡、河出）若林真（集英、学研）
アーネスト・ヘミングウェイ「武器よさらば」大久保康雄（新潮）高村勝治（河出、講談）石一郎（筑摩）
レフ・トルストイ「戦争と平和」米川正夫（新潮、河出、平凡）中村融（筑摩、平凡）中村白葉（河出）
フランツ・カフカ「変身」中井正文（三笠）高橋義孝（新潮、集英）原田義人（筑摩、河出）
マルセル・プルースト「失われた時を求めて」「花咲く乙女たち」だけなどといった部分訳はたくさんあるが、全訳は筑摩の世界文学大系のみ。井上究一郎訳で全５冊。1973-1988年に完成。

### 15以上収録されたもの
フョードル・ドストエフスキー「カラマーゾフの兄弟」米川正夫（河出、集英、平凡）小沼文彦（筑摩）北垣信行（講談）
魯迅「吶喊」（阿Q正伝、狂人日記など）松枝茂夫（河出、講談）竹内好（筑摩、河出）駒田信二（集英、学研）
ウィリアム・シェイクスピア「オセロ」高原延雄（世界文豪）木下順二（筑摩、河出、集英、講談）福田恆存（河出、中公、新潮）
ウィリアム・シェイクスピア「ヴェニスの商人」高原延雄（世界文豪）中野好夫（河出、集英、講談）福田恆存（河出、中公、新潮）
ウィリアム・シェイクスピア「リア王」斎藤勇（筑摩）三神勲（河出）小津次郎（筑摩、集英）
エドガー・アラン・ポー「ライジーア」谷崎精二（新潮）松村達雄（河出）八木敏雄（講談）
エドガー・アラン・ポー「群集の人」中野好夫（河出、筑摩）松村達雄（河出）佐伯彰一（講談）
エドガー・アラン・ポー「マリー・ロジェの謎」谷崎精二（新潮）佐々木直次郎（河出、新潮）松村達雄（河出）
エドガー・アラン・ポー「陥穽と振子」谷崎精二（新潮）小川和夫（河出、筑摩、集英）松村達雄（筑摩）
ニコライ・ゴーゴリ「外套」中村白葉（河出）横田瑞穂（筑摩、河出、集英、学研）岩上順一（平凡）
ニコライ・ゴーゴリ「鼻」森田草平（国民文庫）横田瑞穂（河出、筑摩、平凡、集英）後藤明生（学研）
アントン・チェーホフ「かもめ」神西清（筑摩、河出、中公、新潮）米川正夫（平凡、集英）木村彰一（講談）
レフ・トルストイ「復活」内田魯庵（世界文豪）中村白葉（河出）米川正夫（平凡、筑摩）
ライナー・マリア・リルケ「マルテの手記」大山定一（新潮）生野幸吉（筑摩、河出）川村二郎（集英）
ロマン・ロラン「ジャン・クリストフ」後藤末雄（国民文庫）豊島与志雄（筑摩、平凡）片山敏彦（河出）新庄嘉章（新潮）
ヴィクトル・ユーゴー「レ・ミゼラブル」馬場胡蝶（国民文庫）豊島与志雄（河出、筑摩）井上究一郎（河出）
トーマス・マン「トニオ・クレーガー」高橋義孝（学研）佐藤晃一（河出、集英）野島正城（講談）
アンドレ・ジッド「田園交響楽」神西清（新潮、河出）新庄嘉章（河出）中村真一郎（講談）
サマセット・モーム「月と六ペンス」中野好夫（中公、河出、筑摩、講談、集英）龍口直太郎（筑摩）阿部知二（河出）
アーネスト・ヘミングウェイ「キリマンジャロの雪」大久保康雄（三笠、河出）谷口陸男（集英、中公、筑摩）佐伯彰一（講談、集英）
アーネスト・ヘミングウェイ「殺し屋」大久保康雄（三笠、河出）西川正身（河出、中公、集英）龍口直太郎（学研）
アレクサンドル・プーシキン「スペードの女王」岡本綺堂（改造）中村白葉（平凡）神西清（河出、筑摩）
オノレ・ド・バルザック「谷間のゆり」小西茂也（河出）宮崎嶺雄（平凡、筑摩）高山鉄男（講談）
ヘルマン・ヘッセ「デミアン」相良守峯（三笠）吉田正己（筑摩）高橋健二（河出）
魯迅「彷徨」（「祝福」など）竹内好（筑摩、河出）高橋和巳（中公）松枝茂夫（河出、講談）
デーヴィッド・ハーバート・ローレンス「チャタレイ夫人の恋人」伊藤整（筑摩、新潮、集英、河出、講談、中公）伊藤礼（学研）
ジョン・スタインベック「怒りのぶどう」大久保康雄（新潮）石一郎（平凡、河出、筑摩）野崎孝（集英）
ジョナサン・スウィフト「ガリヴァー旅行記」野上豊一郎（国民文庫）鈴木彦次郎（改造）中野好夫（河出、筑摩、中公、集英、講談）
イワン・ツルゲーネフ「初恋」米川正夫（新潮、平凡）神西清（河出、学研）佐々木彰（講談）
トマス・ハーディ「ダーバヴィル家のテス」平田禿木（国民文庫）大澤衛（筑摩、集英）石川欣一（河出）
パール・バック「大地」新居格（三笠）大久保康雄（河出、集英）朱牟田夏雄（講談）
スタンダール「パルムの僧院」生島遼一（河出、筑摩）秋山晴夫（筑摩）大岡昇平（中公、新潮）

### 10以上収録されたもの
ダンテ・アリギエーリ「神曲」中山昌樹（世界文豪）野上素一（筑摩）平川祐弘（河出、講談）
ウィリアム・シェイクスピア「夏の夜の夢」三神勲（河出）福田恆存（河出、中公、新潮）平井正穂（筑摩、集英）
ウィリアム・シェイクスピア「ジュリアス・シーザー」横山有策（新潮）中野好夫（河出、筑摩、集英）福田恆存（新潮）
ヨハン・ヴォルフガング・フォン・ゲーテ「ヘルマンとドロテーア」秦豊吉（改造）高橋健二（河出、筑摩）藤戸正二（講談）
ヨハン・ヴォルフガング・フォン・ゲーテ「詩集」高橋健二（河出、新潮）手塚富雄（筑摩）小塩節（講談）
アレクサンドル・プーシキン「エヴゲーニイ・オネーギン」中山省三郎（河出、平凡）金子幸彦（筑摩、中公）木村浩（集英）
アレクサンドル・プーシキン「大尉の娘」中村白葉（平凡）北垣信行（筑摩）金子幸彦（筑摩）
アレクサンドル・プーシキン「故イヴァン・ペトローヴィチ・ベールキンの物語」中村白葉（平凡）神西清（筑摩、河出）佐々木彰（講談）
エミール・ゾラ「ナナ」宇高伸一（新潮）川口篤・古賀照一（新潮）斎藤正直（筑摩、河出）
エミール・ゾラ「居酒屋」木村幹（新潮）田辺貞之助・河内清（筑摩、集英）黒田憲治（河出）
ギ・ド・モーパッサン「脂肪の塊」広津和郎（新潮）杉捷夫（筑摩、河出）青柳瑞穂（平凡）
ギ・ド・モーパッサン「くびかざり」杉捷夫（河出、筑摩）
ギ・ド・モーパッサン「ピエールとジャン」関根秀雄（河出）杉捷夫（河出）手塚伸一（集英）
マクシム・ゴーリキー「どん底」原久一郎（新潮）神西清（平凡、河出、中公、学研）湯浅芳子（筑摩）
アントン・チェーホフ「いいなずけ」木村彰一（筑摩）井上満（平凡）中村白葉（河出）
アントン・チェーホフ「中二階のある家」木村彰一（筑摩、講談）中村白葉（新潮、河出）原卓也（集英、中公、新潮）
アントン・チェーホフ「退屈な話」秋庭俊彦（新潮）中村白葉（河出、平凡）木村彰一（筑摩、講談）
アントン・チェーホフ「決闘」中村白葉（平凡）神西清（筑摩、河出、新潮）木村彰一（筑摩、講談）
アントン・チェーホフ「すぐり」中村白葉（平凡）木村彰一（筑摩、講談）原卓也（集英）
アントン・チェーホフ「イオーヌィチ」神西清（筑摩、河出、新潮）原卓也（集英、学研）
アントン・チェーホフ「谷間」秋庭俊彦（新潮）中村白葉（平凡）木村彰一（筑摩、講談）
アントン・チェーホフ「ねむい」東郷正延（平凡）中村白葉（新潮）神西清（河出、中公、新潮）
アーネスト・ヘミングウェイ「フランシス・マコーマーの短い幸福な生涯」大久保康雄（河出、新潮）佐伯彰一（集英）龍口直太郎（学研）
アーネスト・ヘミングウェイ「日はまた昇る」大久保康雄（新潮）佐伯彰一（集英）大橋吉之輔（筑摩）
アーネスト・ヘミングウェイ「誰がために鐘は鳴る」大久保康雄（三笠、河出、集英）
ミゲル・デ・セルバンテス「ドン・キホーテ」森田草平（国民文庫）会田由（筑摩、河出、中公、学研、集英）堀口大学（講談）
ダニエル・デフォー「ロビンソン・クルーソー」白石実三（改造）小山東一（河出）平井正穂（筑摩、集英）
アベ・プレヴォ「マノン・レスコー」久米正雄（改造）青柳瑞穂（新潮）杉捷夫（河出、筑摩）
ニコライ・ゴーゴリ「死せる魂」平井肇（河出）中村融（河出、新潮、平凡）横田瑞穂（筑摩）
ニコライ・ゴーゴリ「検察官」米川正夫（新潮）野崎韶夫（筑摩）倉橋健（河出）
オノレ・ド・バルザック「従妹ベット」布施延雄（新潮）水野亮（河出、筑摩、集英）平岡篤頼（新潮）
オノレ・ド・バルザック「ウジェニー・グランデ」椎名其二（新潮）水野亮（河出）高山鉄男（講談、学研）
ハーマン・メルヴィル「白鯨」阿部知二（河出、筑摩、講談、集英）宮西豊逸（平凡）野崎孝（中公）
イワン・ツルゲーネフ「父と子」昇曙夢・山内封介（世界文豪、河出）米川正夫（新潮、平凡）北垣信行（筑摩）
イワン・ツルゲーネフ「ルージン」昇曙夢・山内封介（世界文豪、河出）中村融（河出、平凡）金子幸彦（筑摩、中公）
魯迅「朝花夕拾」（「藤野先生」など）松枝茂夫（河出）竹内好（河出、筑摩）駒田信二（集英、学研）
魯迅「故事新編」竹内好（河出、筑摩）高橋和巳（中公）松枝茂夫・和田武司（講談、学研）
魯迅「野草」竹内好（筑摩、河出）高橋和巳（中公）駒田信二（集英、学研）
ウイリアム・フォークナー「エミリーに薔薇を」高橋正雄（三笠、集英、河出、講談）龍口直太郎（学研）西川正身（集英）
ウイリアム・フォークナー「あの夕陽」高橋正雄（三笠、集英、筑摩、講談）龍口直太郎（新潮、学研）
ウイリアム・フォークナー「乾いた9月」西川正身（河出、集英、筑摩）龍口直太郎（学研）
マーガレット・ミッチェル「風と共に去りぬ」大久保康雄・竹内道之助（三笠、新潮、河出、平凡、集英）
プロスペル・メリメ「カルメン」宇高伸一（改造）杉捷夫（河出）堀口大学（新潮）
ナサニエル・ホーソーン「緋文字」馬場胡蝶（国民文庫）福原麟太郎（河出、平凡）太田三郎（河出）
ギュスターヴ・フローベール「ジュリアン聖人伝」鈴木信太郎（河出、集英）蓮実重彦（講談）山田稔（中公）
ギュスターヴ・フローベール「純な心」豊島与志雄（河出）蓮実重彦（講談）
ヘンリック・イプセン「人形の家」中村吉蔵・秋田雨雀（世界文豪）杉山誠（河出）山室静（平凡、中公、講談、学研）
フランツ・カフカ「城」岡村弘（河出）原田義人（筑摩、河出、集英、新潮）辻瑆（中公、筑摩）

フランツ・カフカ「断食芸人」岡村弘（三笠）原田義人（筑摩）城山良彦（集英）
フランツ・カフカ「審判」原田義人（新潮）辻瑆（筑摩）立川洋二（集英）
アンドレ・マルロー「王道」小松清（筑摩、講談）安東次男（平凡）川村克己（中公）
ミハイル・ショーロホフ「静かなドン」原久一郎・原卓也（新潮）横田瑞穂（河出、平凡）江川卓（筑摩、平凡）
サマセット・モーム「雨」中野好夫（筑摩、河出、中公、集英、学研）土井治（平凡）
サマセット・モーム「赤毛」中野好夫（筑摩、河出、中公、集英、学研）
サマセット・モーム  「奥地駐在所」西川正身（中公、河出、筑摩）中野好夫（河出、集英）田中西二郎（学研）
ホメロス「オデュッセイア」田中秀央（河出）高津春繁（筑摩、集英）呉茂一（河出、集英）
アレクサンドル・デュマ・フィス「椿姫」森田草平（国民文庫）鈴木力衛（平凡、筑摩）新庄嘉章（河出）
シャルル・ボードレール「悪の華」村上菊一郎（河出）鈴木信太郎（筑摩）阿部良雄（中公、講談）
トーマス・マン「ヴェニスに死す」高橋義孝（新潮、学研）佐藤晃一（集英）野島正城（講談）
トーマス・マン「魔の山」佐藤晃一（三笠、筑摩）関泰祐・望月市恵（河出）高橋義孝（新潮）
スタンダール「ヴァニナ・ヴァニニ」山田珠樹・水野亮（新潮）小林正（河出、新潮）生島遼一（河出）
エドガー・アラン・ポー「アモンティリャードの樽」平林初之輔（博文館）吉田健一（筑摩、集英、中公）佐伯彰一（講談）
ヘルマン・ヘッセ「春の嵐」高橋健二（新潮、河出）辻瑆（筑摩）
ヘルマン・ヘッセ「シッダールタ」手塚富雄（河出、筑摩、中公）高橋健二（河出、学研）秋山英夫（講談）